# Movimiento de Unidad Proletaria
El Movimiento de Unidad Proletaria (en italiano: Movimento di Unità Proletaria) (MUP) fue un partido político italiano antifascista y socialista, nacido oficialmente en Milán el 10 de enero de 1943, tras varios meses de febril actividad clandestina liderada por Lelio Basso, Domenico Viotto, Corrado Bonfantini, Carlo Andreoni, Paolo Fabbri y Roberto Veratti. Confluyeron grupos procedentes de Bolonia, Turín, Roma, Venecia, Florencia y Brescia.
El Movimiento, constituido por hombres que representaban las diversas almas del proletariado y la pequeña burguesía (maximalistas, reformistas, comunistas, anarquistas, republicanos de izquierda, jóvenes de Justicia y Libertad), se proponía renovar los viejos esquemas de la tradición socialista italiana, para realizar la máxima unidad del movimiento proletario «en torno a un programa concreto y actual».
Tras la caída de Mussolini, durante los cuarenta y cinco días anteriores al armisticio y la ocupación alemana de Italia, la fidelidad que la mayoría de los trabajadores demostró tener por la vieja bandera del Partido Socialista Italiano (PSI) no permitió al MUP obtener la adhesión de las masas. Lelio Basso y los demás dirigentes, percibiendo la realidad política del momento, decidieron en agosto de 1943 fusionarse con el PSI. La fusión, completada el 22-24 de agosto de 1943 en el encuentro celebrado en el domicilio de Oreste Lizzadri, en el Viale Parioli 44 de Roma, llevó a la constitución del Partido Socialista Italiano de Unidad Proletaria (PSIUP). Pietro Nenni asumió el cargo de secretario nacional y Sandro Pertini y Carlo Andreoni los de vicesecretarios.
Durante la Resistencia, los hombres que habían formado parte del MUP constituyeron la estructura y desempeñaron funciones de mando en las Brigadas Matteotti en Piamonte (Renato Martorelli), Lombardía (Corrado Bonfantini), Emilia-Romaña (Fernando Baroncini) y en el Lacio (Carlo Andreoni). 